# Togbe
Un togbe, togbui ou encore togbi (tɔgbui en ewe) est un dignitaire avec mérites remarquables. Le mot se rattache à la notion de roi et est utilisé autant au Togo qu'au Ghana.
Il signifie « aïeul » ou « grand père » au sens propre  et par extension « vénérable » ou « vieux sage » ; il est attribué aux anciens de la tribu. Le roi ou le chef du village est le père de tous et à ce titre, reçoit le même honneur que les anciens.